# Kruisjesbloem
Kruisjesbloem (Phuopsis stylosa) ook wel bekend als Perzische kruisjesplant, is een laaggroeiende, matvormende, aromatische meerjarige plant uit de sterbladigenfamilie. Het heeft kronkels van smalle, aromatische bladeren en clusters van buisvormige roze bloemen. Kruisjesbloem is inheems in de Zuidelijke Kaukasus en Iran. In Nederland en België wordt de plant als tuinplant toegepast.
De plant geeft een geur af die kan worden verward met die van de wietplant.